# خافيير تيباس
خافيير تيباس ميدرانو (بالإسبانية: Javier Tebas Medrano)‏ هو محامي اسباني ولد في يوم 31 يوليو 1962 في مدينة سان خوسيه عاصمة كوستاريكا. يشغل تيباس منذ سنة 2013 منصب رئيس رابطة الدوري الإسباني.